# 2023 FR54
2023 FR54 est un objet transneptunien faisant partie des cubewanos chauds.